# Stundenglasnebel
Der Stundenglasnebel, auch Sanduhr-Nebel oder MyCn 18 genannt, ist ein planetarischer Nebel im Sternbild Fliege am Südsternhimmel und ist etwa 8.000 Lichtjahre von der Erde entfernt. Die Bezeichnung MyCn 18 stammt von Mayall und Cannon aus dem Jahr 1940.